# Knud Hilding
Knud Hjalmar Hilding Svendsen (født 21. november 1921 i København, død 14. september 1975 smst) var en dansk skuespiller.
Hilding var uddannet fra Frederiksberg Teaters Elevskole. Herefter var han ansat på Aarhus Teater og havde sidenhen engagementer ved flere københavnske teatre. På tv medvirkede han blandt andet i serierne Huset på Christianshavn og Livsens ondskab. Knud Hilding var Pjerrot på Pantomimeteatret i Tivoli fra 1964 til sin død i 1975.
Hilding var gift med skuespillerinden Anne Grete Hilding. Han er begravet på Bispebjerg Kirkegård i København.

## Filmografi
- Ild og jord – 1955
- Gøngehøvdingen – 1961
- En ven i bolignøden – 1965
- Det var en lørdag aften – 1968
- Min søsters børn vælter byen – 1968
- Klabautermanden – 1969
- Rend mig i revolutionen – 1970
- Den forsvundne fuldmægtig – 1971
- Olsen-banden på sporet – 1975